# Socii Noi, Fălești
Socii Noi este un sat situat în vestul Republicii Moldova, în Raionul Fălești. Aparține administrativ de comuna Călugăr. La recensământul din 2004 avea o populație de 345 locuitori.